# ルクマン・ハルナ
ルクマン・ハルナ（Lukman Haruna, 1990年12月4日 - ）は、ナイジェリア・ラゴス出身の元サッカー選手。現役時代のポジションはミッドフィールダー。

## 経歴

### クラブ
2007年にASモナコに移籍、2008-09シーズンにトップチームデビューした。

### 代表
2008年1月9日スーダン戦で代表デビューした。南アフリカW杯ナイジェリア代表に選出され、2010年5月30日のコロンビアとの強化試合で代表初得点を挙げた。

## 代表歴

### 出場大会
- ナイジェリア代表
  - 2010 FIFAワールドカップ

### 試合数
- 国際Aマッチ 8試合 1得点（2008年-2015年）[1]

| ナイジェリア代表 | 国際Aマッチ | 国際Aマッチ |
| 年               | 出場        | 得点        |
| ---------------- | ----------- | ----------- |
| 2008             | 2           | 0           |
| 2009             | 0           | 0           |
| 2010             | 5           | 1           |
| 2011             | 0           | 0           |
| 2012             | 0           | 0           |
| 2013             | 0           | 0           |
| 2014             | 0           | 0           |
| 2015             | 1           | 0           |
| 通算             | 8           | 1           |

## タイトル
U-17ナイジェリア代表
- FIFA U-17ワールドカップ : 2007
- アフリカ U-17選手権 : 2007